# Ilverich
Ilverich ist ein Ortsteil von Meerbusch. Der Name entwickelte sich von Elfriche, Elvreke, Elverick, Eilverich und Elverich zu Ilverich.

## Geschichte
Das Straßendorf entwickelte sich am Ufer eines Altarmes des Rheines, der später nach dem Ort benannten Ilvericher Altrheinschlinge. Es wurden Fundamente eines römischen Herrenhauses gefunden, wobei nicht geklärt ist, ob es sich um ein einzelnes Haus handelte oder ob bereits Siedlungsstrukturen vorhanden waren.
Von 1392 bis 1794 gehörte Ilverich zum kurkölnischen Amte Linn.      
Der 1890 fertiggestellte Deich schützte Ilverich vor den regelmäßigen Überschwemmungen bei Rheinhochwasser.
Mit den Schulgebäude wurde 1827 das einzige öffentliche Gebäude des Ortes erbaut. Neben dem Schulsaal gab es auch eine Lehrerwohnung, 1859 wurde eine von den Junggesellen des Ortes gestiftete Glocke angebracht, die zur Mittagspause und zu Beerdigungen läutete. 1962 wurde im rechten Winkel zum Hauptgebäude eine Pausenhalle angebaut. Der Schulbetrieb wurde 1968 eingestellt, nachdem der Unterricht vollständig nach Lank verlegt wurde. Das Gebäude wurde an Angela und Wolfgang Paul verkauft, die es bis 1996 als Galerie unter dem Namen Galerie Ilverich nutzten, in der unter anderem Joseph Beuys, der mit dem Galeristenpaar befreundet war, mehrmals ausgestellt hat. Heute wird das Schulgebäude als Wohnhaus genutzt.
Am 1. Januar 1970 wurde der zum Amt Lank gehörige Ort in die aufgrund der Gemeindegebietsreform gegründete Stadt Meerbusch eingegliedert. Der Landtag von Nordrhein-Westfalen beschloss 1974 die Auflösung der Stadt Meerbusch und die Eingliederung von Ilverich in die Landeshauptstadt Düsseldorf. Die Stadt Meerbusch erwirkte jedoch beim Verfassungsgericht in Münster die Aussetzung des Auflösungsbeschlusses. Der Landtag von Nordrhein-Westfalen bestätigte daraufhin 1976 die Existenz der Stadt Meerbusch.